# Le Vengeur (bande dessinée)
Pour les articles homonymes, voir Le Vengeur.
Le Vengeur est une bande dessinée réalisée par Frank Giroud (scénario) et Bruno Rocco (dessinateur), appartenant à la série Le Décalogue, et éditée en 2002 par Glénat.
C'est le cinquième tome de la série.

## Résumé
En 1915, dans la vallée du Tchorokhi, le jeune arménien Missak Zakarian voit toute sa famille assassinée par les soldats turcs. 
Quelques années plus tard, à Berlin, il intègre l'opération Némésis par un groupe de vengeurs arméniens basés en Allemagne où de nombreux criminels turcs se sont réfugiés. Il est chargé d'approcher Selim Guneï, ancien chef de la sécurité turc et bibliophile averti, en séduisant sa fille Ayla et en lui présentant Nahik, qu'il détient de sa mère. 
Missak va être tiraillé entre son désir de vengeance et le sentiment d'amour qu'il a développé pour Ayla.

## Personnages
- Missak Zakarian : Jeune artiste arménien rallié à la cause d'un groupe de vengeurs dans l'espoir de venger sa famille.
- Selim Guneï : Ancien chef de sécurité turc, responsable de crimes envers le peuple arménien.
- Alya Guneï : fille de Selim, et tante de Safet (cf. le serment).
- Mahmoud Vahid : Ancien officier turc actif pendant le génocide arménien et assassin de la famille de Missak.

## Analyse
Cinquième tome de la grande saga du Décalogue, Le Vengeur aborde à nouveau un épisode noir de l'histoire du XXe siècle : le génocide arménien, ayant eu lieu entre 1915 et 1916. Pour dénoncer les atrocités humaines, Giroud se sert d'un nouveau précepte du décalogue "Tu pardonneras à tes ennemis". La question de la vengeance, le cercle vicieux de la violence est posée. Parfaitement intégré dans l'épopée de Nahik, cet album ne traite pas de religion mais permet de recentrer l'intrigue globale de la série autour du livre maudit Nahik.
Le sixième tome L'Échange raconte, entre autres, la rencontre aux États-Unis, des parents de Missak, Alice et Soghomon.

## Publications en français

### Albums
- Glénat, 2002  (ISBN 2-7234-3379-X)